# Франко Кавалло
Франко Кавалло (італ. Franco Cavallo, 26 вересня 1932 — 9 січня 2022) — італійський яхтсмен.
Бронзовий призер Олімпійських Ігор 1968 року в класі Зоряний.